# Jerzy Pudełko
 Jerzy Antoni Pudełko  (ur. 1940 w Chróścinie) – profesor doktor habilitowany nauk rolniczych o specjalności uprawa roli i roślin, zwalczanie chwastów.

## Życiorys
Absolwent Wyższej Szkoły Rolniczej w Poznaniu w 1965. Od 1971 doktor nauk rolniczych, habilitacje uzyskał w 1975. Rektor Akademii Rolniczej w Poznaniu w latach 1996-1999 i 1999-2002. Profesor zwyczajny Uniwersytetu Przyrodniczego w Poznaniu oraz Instytutu Włókien Naturalnych i Roślin Zielarskich w Poznaniu. W latach 1984–1986 pełnił funkcję prorektora ds. Nauki. W 1981-1984 prodziekan Wydziału Rolniczego Akademii Rolniczej w Poznaniu.